# Cyclichthys spilostylus
Cyclichthys spilostylus är en fiskart som först beskrevs av Leis och Randall 1982.  Cyclichthys spilostylus ingår i släktet Cyclichthys och familjen piggsvinsfiskar. Inga underarter finns listade i Catalogue of Life.